# America Chavez
America Chavez, alias Miss America, est un personnage de fiction, une super-héroïne de l'univers Marvel de la maison d'édition américaine Marvel Comics. Créé par le scénariste Joe Casey et le dessinateur Nick Dragotta, le personnage apparaît pour la première fois dans le comic book Vengeance #1 de septembre 2011.
La première apparition d'America Chavez sur grand écran a lieu dans le film Doctor Strange in the Multiverse of Madness, appartenant à l'univers cinématographique Marvel (MCU). Le personnage y est interprété par l'actrice Xochitl Gomez.

## Biographie du personnage
Le personnage était initialement décrit comme originaire du Parallèle Utopique, une dimension hors du temps et de l'espace. Il s'agissait d'une Starling de l'espèce Fuertona, une race extraterrestre possédant généralement des pouvoirs surnaturels. Son origine a ensuite été retouchée, révélant qu'elle était née sur Terre de scientifiques tentant de la guérir d'une maladie. Le Parallèle Utopique a été redéfini comme un centre médical où elle a subi des expériences, ce qui a finalement conduit au développement de ses pouvoirs. 

## Pouvoirs et capacités
Dans les comics, le pouvoir caractéristique de Chavez est la création de portails à travers le Multivers en forme d'étoile lui permettant de voyager, ainsi qu'à ses coéquipiers,  à travers l'espace, le temps et également d'autres réalités.
America Chavez a acquis une gamme de super pouvoirs après avoir été exposée à des énergies extra-dimensionnelles lors d'expériences menées sur elle. Elle possède des attributs surhumains, tels qu'une force, une vitesse et une durabilité surhumaines, et a le pouvoir de voler. Son invulnérabilité lui permet d'être à l'épreuve des balles et la rend également ignifuge. Elle peut se déplacer au-delà d'une vitesse surhumaine, étant capable de rattraper et de presque dépasser la vitesse de la lumière telle qu'observée par Spectrum sous sa forme lumineuse. America Chavez a développé la capacité de faire éclater un ennemi en minuscules fragments d'étoile d'un coup de poing. Dans des moments de détresse extrême, elle a été montrée capable de projeter une grande étoile qui libère une puissante explosion d'énergie, capable de blesser des superhumains comme Captain Marvel. Sa conscience hypercosmique lui permet d'avoir une vision métaphysique de l'espace et du temps. Elle est capable d'augmenter sa capacité de combat physique en exploitant son pouvoir inhérent de l'intérieur. America Chavez ne vieillit pas à un rythme normal en raison de sa durée de vie accrue. Elle est également une combattante au corps à corps entraînée, en raison de ses pouvoirs et de son expérience dans les combats de rue.
Telle que présentée adolescente dans le film  Doctor Strange in the Multiverse of Madness, elle ne contrôle pas ses pouvoirs, les portails ne se déclenchent que lorsqu'elle est terrifiée. Mais elle apprend ensuite à maîtriser cette capacité.

## Adaptations dans d'autres médias

### Films
Interprétée par Xochitl Gomez dans l'univers cinématographique Marvel
- 2022 : Doctor Strange in the Multiverse of Madness réalisé par Sam Raimi

### Télévision
- 2019 : Marvel Rising (série d'animation)

### Jeux vidéo
- 2013 : Marvel Puzzle Quest
- 2014 : Marvel : Tournoi des champions
- 2015 : Marvel: Future Fight
- 2016 : Lego Marvel's Avengers
- 2016 : Marvel Avengers Academy
- 2017 : Lego Marvel Super Heroes 2
- 2018 : Marvel Strike Force
- 2022 : Marvel Snap